# قبل حلول المساء (فلم)
قبل حلول المساء (بالإنجليزية: Before Night Falls) هو فيلم سيرة ذاتية رومانسي درامي أمريكي تم إنتاجه عام 2000، أخرجه جوليان شنابل. الفيلم مستوحى من قصة بنفس الإسم للكاتب رينالدو أريناس والتي نشرت عام 1993. أبطال الفيلم هم: خافيير باردم (الذي رُشِح لجائزة الأوسكار لأفضل ممثل)، جوني ديب، أوليفر مارتينيز، أندريا دي ستيفانو، سانتياغو ماغيل ومايكل وينكوت.

## وصلات خارجية
- مقالات تستعمل روابط فنية بلا صلة مع ويكي بيانات